# Stadion Maksimir
Stadion Maksimir je stadion v Zagrebu. 
Ime je dobil po delu mesta, ki se imenuje Maksimir. Maksimir je domači stadion zagrebškega nogometnega kluba Dinamo Zagreb.
Stadion je bil odprt 5. maja 1912, danes pa predstavlja osrednji stadion na Hrvaškem, kjer se odvija večina najbolj pomembnih tekem Hrvaške nogometne reprezentance.
Na Maksimiru so med prvimi na svetu ponudili sistem za interaktivno kupovanje vstopnic imenovan Metroengine. Sistem omogoča kupcu, da si na zaslonu ogleda, kako bo izgledala tekma na določenem sektorju stadiona. Tehnologijo si lahko uporabniki ogledajo tukaj Arhivirano 2007-10-12 na Wayback Machine.. Sistem so vpeljali kot eno od akcij v kandidaturi za Euro 2012.

## Prenove
Skozi zgodovino je stadion doživel več manjših obnov, leta 1997 pa so ga prenovili in mu povečali kapaciteto na več kot 40.000 sedišč. Leta 2004 so hoteli stadion še dodatno povečati, na kapaciteto 60.000 sedežev in pokriti tribune s pomično streho, vendar so prenovo začasno odložili. V prvem polletju 2008 naj bi razgrnili nov načrt prenove stadiona.